# 普通切手
普通切手（ふつうきって）は、郵便料金の納付を主目的に発行される切手である。

## 概要
なんらかの行事やキャンペーンを記念して発行される記念切手とは異なり、種々の郵便料金に対応した額面が発行される。世界最初の切手であるペニー・ブラック（1840年発行）も普通切手であった。日本においては、葉書料金63円、25gまでの定形封書料金84円、50gまでの定形封書料金94円、50gまでの定形外封書（規格内）料金120円、100gまでの定形外封書（規格内）料金140円、速達料金260円、簡易書留料金320円などそれぞれの料金に対応したものが販売されている。
製造枚数や発売期間に定めは無く、同じ意匠の切手が必要に応じて印刷され続け、半世紀前後も意匠が変更されないこともある。一方、料金改定などで短期間で発売中止になる場合もある。最終的に意匠変更ないし料金改定により額面が不要となり廃止されるまで販売される。日本では、製造を止めても在庫が無くなるまで販売されることが多かった。一方、インフレーションの亢進で額面が無価値になって事実上無効になる場合もある。日本でも戦時中から戦後にかけてのインフレーションにより、銭単位の郵便切手は事実上廃止となった。

## 世界各国の普通切手

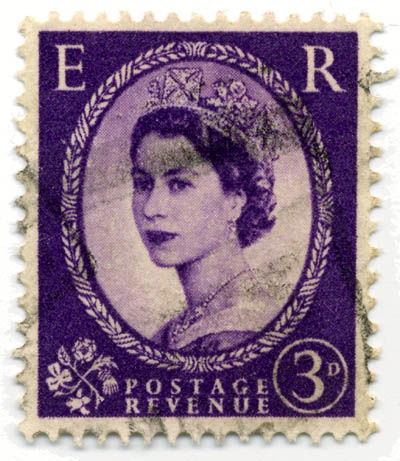
イギリス普通切手のエリザベス2世（1952年） 3ペンス

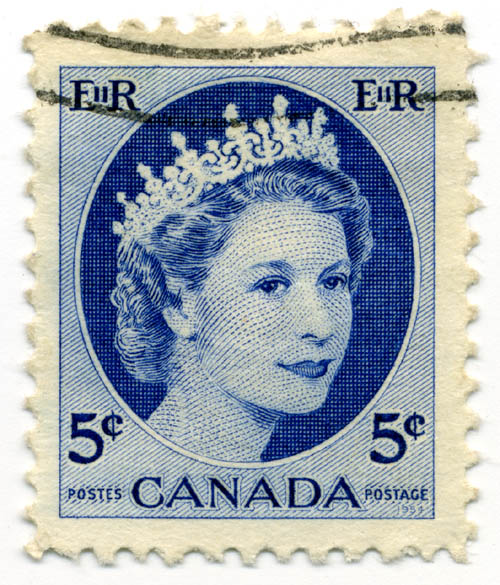
カナダ普通切手のエリザベス2世（1954年） 5セント

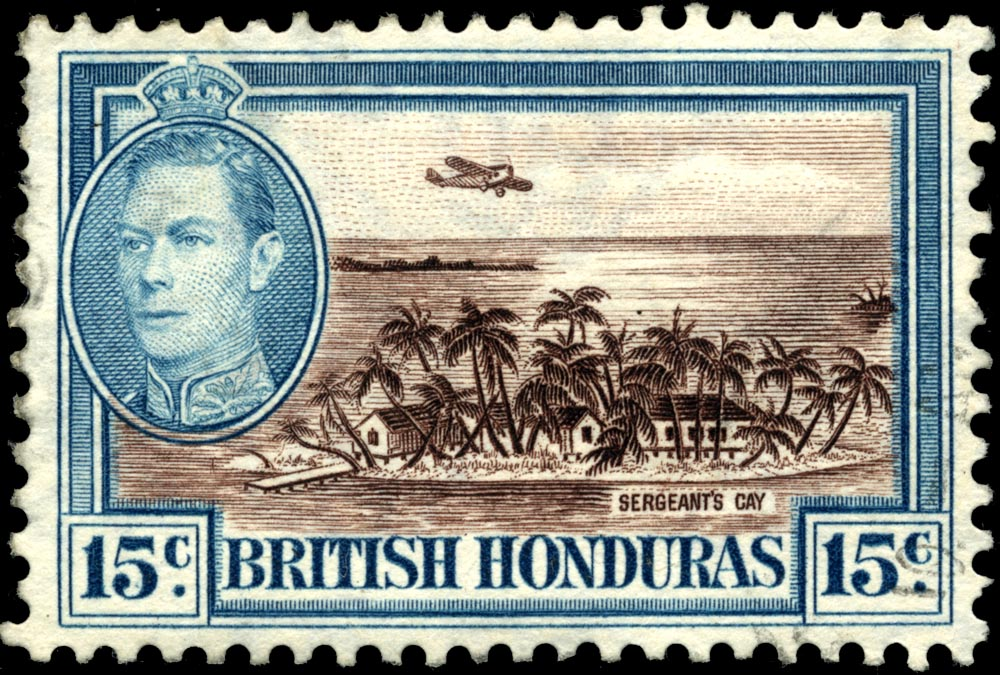
英領ホンジュラス（現ベリーズ）普通切手（1938年） 15セント

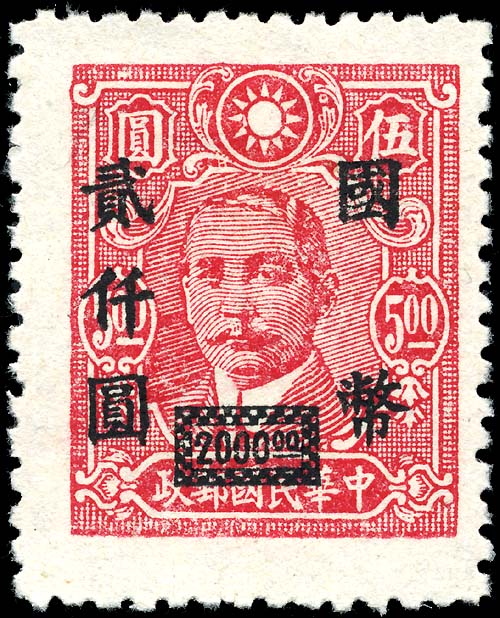
中華民国普通切手の孫文（1946年） 5圓に2000圓と加刷

普通切手は、使用の便を考慮して創始以来形状や大きさにはあまり変化は見られないが、初期の証票的な意匠から絵画的な意匠へと変遷していく傾向がある。
君主国においては、国家元首である国王の肖像がどの額面の普通切手にも登場している。この例としてイギリスのエリザベス2世や、スペインのフアン・カルロス1世の普通切手などである。その他、世界最初のペニーブラックを初め、その国最初の切手のデザインは当時の君主の肖像であった例は数多い。なお、イギリスは世界最初の切手発行国であるため、慣習的に切手に国名表記を入れない代わりに、全ての切手に国王の肖像ないしシルエット（記念切手の場合）が入れられている（カナダ・オーストラリア・ニュージーランドなど、イギリス連邦構成国の切手についても同様の措置が採られている。ただし国名表記はある点が異なる）。
また、かつて大英帝国として世界各地に植民地を持っていたイギリスは、1930年代から1950年代にかけて、植民地用として記念切手並のサイズの普通切手シリーズを出していた。これはアールヌーボー調の外枠デザインのなかに国王の肖像を収め、その枠内にその植民地の風景や文物を描いていた。そのため植民地領有を主張する手段ともっていた。
共和国においても、現職ないし歴代の大統領などの政治家の肖像が切手になっている。顕著な例として、アメリカ合衆国が挙げられる。1866年には、死去間もないエイブラハム・リンカーン大統領が切手に登場した。但し、存命者の図案化は避けられている。大統領の場合、連邦法（合衆国法典第31編5112条）で存命の大統領および死後2年以内の大統領を図案に採用することは、貨幣も含め禁止されている。このため、かつて1938年から1954年まで、アメリカで使用されていた、歴代の合衆国大統領の肖像を図案とした普通切手では、歴代大統領のうち、発行当時（1938年）に存命中だった人物（現職を含む）は、図案には採用されなかった。一方で、例えばサッダーム・フセイン時代のイラクなど、現職の国家元首の肖像が普通切手になっている国も少なくない。
普通切手の意匠は、国によりさまざまである。国家元首を描く国などでは、全て同じ意匠の切手になることがあるが、この場合、額面だけでなく、刷色を変えることで区別を行っている。
その国を象徴する産業、風景、動植物、文化財などが普通切手の意匠になる場合も多く、一定のテーマを決めて発行することが多い。例えば、ドイツは花（以前は著名な女性や工業製品など）、中国では鳥類、香港では風景などである。なお、郵便切手の販売を国家歳入の重要な財源にしている国では、5年程度で全ての額面の普通切手の意匠を一斉に改定する場合もある。

## 日本における普通切手
日本においては、世界的傾向とは異なり、現在のみならず歴代の天皇が切手になったことは無い。但し、天皇の身代わりとして明治から昭和にかけての高額普通切手には神功皇后の肖像が採用されていた。この傾向は近代的郵便制度が始まった明治時代から変わらぬもので、明治天皇の意向が反映されているといわれている。明治初期に、紙幣と切手製造の基礎を構築した、イタリア人技術者エドアルド・キヨッソーネも、日本も紙幣や切手に国家元首の肖像（御真影‐これ自体、彼の手になる肖像画を、写真撮影したものである）を使うのが妥当であるとしていた。しかし、明治天皇が生来の写真嫌いであったこともあり、拒否されたという。天皇が神格化されたこともあって、天皇が切手に登場するのはタブーとされるようになった。
明治から昭和初期にかけては、証票的な意匠が採用されてきたが、それ以降は徐々に具体的なモチーフが意匠とされることが多くなった。
第二次世界大戦中には、逓信省も戦意昂揚の一翼を担い、国家主義的、軍国主義的色彩が濃くなった。戦後は一転して産業、風景、動植物、文化財などを意匠とするようになった。
現在、日本郵便の発行する普通切手のテーマは「日本の自然」であり、日本国内に生息する鳥類や花や昆虫が意匠とされている。なお、日本郵趣協会が発行する切手カタログでは「平成切手」の名称が使われており、切手収集家の間でも使用されている。